# Пунічна мова
Пунічна мова, або карфагенська мова (від лат. Poeni — імені, яким римляни називали карфагенян) — вимерла семітська мова, якою говорили в давнину на узбережжі Середземного моря, зокрема в  Північній Африці та на декількох островах у Середземному морі.

## Опис
Пунічна мова — відокремлений діалект в рамках фінікійської мови, якою говорили на фінікійському узбережжі та у Північній Африці, в тому числі в Карфагені, і в усьому Середземномор'ї. Відома з написів і особистих імен. П'єса Плавта лат. «Poenulus» містить кілька речень пунічною мовою, до яких тепер виявляється особливий інтерес і проводяться лінгвістичні дослідження, оскільки, на відміну від збережених пунічних написів, вона містить латинські голосні .
Аврелій Августин, як правило, вважається останнім великим давнім письменником, який мав деякі знання про пунічну мову. За його словами, нею все ще говорили в тому регіоні Північної Африки (Карфаген, на території сучасного Тунісу) через майже 5 століть після падіння Карфагена внаслідок поразки від Рима. Як зазначав Августин, у той час все ще були люди, які називали себе ханаанеями (тобто власне карфагеняни) . 